# Topographie des Terrors

Topographie des Terrors is een documentatiecentrum in Berlijn over de nazi-misdaden. Het is gelegen aan de Niederkirchnerstrasse. Dit centrum bevindt zich op dezelfde plek als het verdwenen Gestapohoofdkwartier.

## Situering
Ten tijde van het Derde Rijk waren er in de Prinz-Albrecht-Strasse drie beruchte nazi-instanties gevestigd. Het neoklassieke Prinz-Albrechtpaleis op Wilhelmstrasse 102 was het hoofdkwartier van Reinhard Heydrich en diens Sicherheitsdienst (SD). In het school voor kunst en ambachten op Prinz-Albrecht-Strasse nr. 8 was Heinrich Müller, het hoofd van de Gestapo gevestigd, en Hotel Prinz Albrecht op nr. 9 was het hoofdkwartier van de Schutzstaffel (SS). Na de Tweede Wereldoorlog werden deze drie gebouwen afgebroken. In 1987 werd in de voormalige martelkelders van de nazi's een tentoonstelling over de nazi-misdaden ingericht. Op 7 mei 2010 werd een nieuw bovengronds museum officieel in gebruik genomen.